# Прапор Болівії
Прапор Болівії — один з офіційних символів Болівії. Офіційно затверджений 31 жовтня 1851 року. Співвідношення сторін прапора 15:22.
Прапор являє собою прямокутне полотнище, яке складається з трьох смуг: червоної, жовтої та зеленої. У центрі прапора розміщений герб Болівії. Червоний колір символізує хоробрість, зелений — родючі землі, жовтий корисні копалини, на які багата країна.
Слід зазначити, що попри відсутність виходу до моря у Болівії є військово-морський прапор, який використовується на річках та озерах. 9 зірок на прапорі символізують департаменти країни, а одна велика — право Болівії на вихід до моря, який було втрачено після Тихоокеанської війни у 1884 році.

Військовий прапор. Використання: 15:22
Військово-морський прапор. Використання 2:3

## Історичні прапори

17 серпня 1825 — 25 липня 1826
17 серпня 1825 — 25 липня 1826
25 липня 1826 — 31 жовтня 1851
25 липня 1826 — 31 жовтня 1851